# 2-й Липовец
2-й Липовец — деревня в Медвенском районе Курской области России. Входит в состав Вышнереутчанского сельсовета.

## География
Деревня находится на юге центральной части Курской области, в пределах Среднерусской возвышенности, в лесостепной зоне, на левом берегу реки Любач, на расстоянии примерно 15 км (по прямой) к юго-западу от Медвенки, административного центра района. Абсолютная высота — 186 м над уровнем моря.

### Климат
Климат характеризуется как умеренно континентальный, с тёплым летом и умеренно холодной зимой. Среднегодовая температура воздуха — 5,5 °C. Абсолютный минимум температуры воздуха самого холодного месяца (января) составляет −37 °C; абсолютный максимум самого тёплого месяца (июля) — 35 °C. Безморозный период длится около 151 дня в году. Среднегодовое количество атмосферных осадков составляет 587 мм, из которых большая часть выпадает в тёплый период.

### Часовой пояс
Деревня 2-й Липовец, как и вся Курская область, находится в часовой зоне МСК (московское время). Смещение применяемого времени относительно UTC составляет +3:00.

## Население
| 2002 | 2010 |
| ---- | ---- |
| 52   | ↘22  |

### Половой состав
По данным Всероссийской переписи населения 2010 года, в половой структуре населения мужчины составляли 36,4 %, женщины — соответственно 63,6 %.

### Национальный состав
Согласно результатам переписи 2002 года, в национальной структуре населения русские составляли 83 %.

## Инфраструктура
Личное подсобное хозяйство. В деревне 21 дом.

## Транспорт
2-й Липовец находится в 17 км от автодороги федерального значения М2 «Крым» (часть европейского маршрута E 105), в 3 км от автодороги межмуниципального значения 38Н-185 (М-2 «Крым» — Гахово), в 0,8 км от автодороги 38Н-192 (38Н-185 — 1-й Липовец — граница Обоянского района), при автодороге 38Н-193 (38Н-192 — Рожновка), в 32,5 км от ближайшего ж/д остановочного пункта 439 км (линия Льгов I — Курск).
В 91 км от аэропорта имени В. Г. Шухова (недалеко от Белгорода).